# Damalis debilis
Damalis debilis är en tvåvingeart som först beskrevs av Karsch 1888.  Damalis debilis ingår i släktet Damalis och familjen rovflugor.
Artens utbredningsområde är Tanzania. Inga underarter finns listade i Catalogue of Life.